# Emil Gottlieb Friedländer
Emil Gottlieb Friedländer, noto anche come Theophilus, (Berlino, 25 settembre 1805 – 27 giugno 1878) è stato uno storico e numismatico tedesco.

## Biografia
Friedländer apparteneva a una famiglia di intellettuali. Il nonno David Friedländer, era uno studioso e un attivista dei diritti degli ebrei che, dopo la morte di Moses Mendelssohn ne aveva preso il posto come portavoce della haskalah. Il padre, Benoni Friedländer, era uno studioso e possedeva una ricca collezione di monete. Anche il fratello minore Julius, è stato un numismatico.
Emil Gottlieb frequentò il Friedrichswerdersches Gymnasium fino alla pasqua del 1824, e in seguito studiò filologia a Bonn e Berlino. Adempié ai suoi obblighi militari nel Garde-Schützen-Bataillon (fucilieri della guardia).
Essendo figlio del noto collezionista Benoni, si interessò da subito di numismatica, e la sua tesi di dottorato fu "Numismata Medii Aevi inedita".
Dopo il completamento dei suoi studi divenne dal 14 aprile 1828 assistente della Biblioteca Reale di Berlino; nel luglio 1831 ebbe la carica di custode e nel 1850 divenne bibliotecario. Accanto a questo incarico ebbe dal 1842 quello di bibliotecario della Preußische Kriegsakademie, divenuta in seguito la Kriegsakademie (accademia di guerra).
Negli anni successivi diede molti contributi in diverse riviste, soprattutto per gli Archiv pubblicati da Ledebur sulla storia del Brandeburgo e per la Zeitschrift für Kunst, Wissenschaft, und Geschichte des Krieges (rivista per l'arte, scienza e storia della guerra). Accanto a questo contributi diede alle stampe almeno una dozzina di testi, tra cui, nel 1834, curò un'edizione a stampa del manoscritto originale dell'Anti-Machiavel di Federico II di Prussia, manoscritto che faceva parte della collezione paterna.
In particolare, i contributi alla storia della stampa a Berlino e la storia della Riforma sono molto ricchi di contenuti e furono considerati istruttivi, apprezzati e richiesti. Nel 1854 apparse il libro "Die Königl. Allgem. Kriegs-Schule und das höhere Militär-Bildungswesen 1765–1813. Aus amtlichen Quellen" (La reale scuola di guerra e l'istruzione superiore militare 1765-1813. Da fonti ufficiali), che comprende gli atti dell'Archivio segreto di Stato. Mentre era vicino alla conclusione di quest'ultimo lavoro, gli fu richiesto di rinunciare alla sua carriera di bibliotecario e di entrare nell'Archivio segreto di Stato, si era evidenziata la necessità di usare funzionari con una formazione scientifica.
Il ministro Manteuffel gli scrisse, con l'approvazione del re, che gli "desiderava affidare un incarico ufficiale importante e onorevole, che richiedeva la massima affidabilità e attenzione, in considerazione delle sue comprovate attitudini e dei suoi servizi meritevoli di fiducia, sapendo che si sarebbe dedicato ai nuovi incarichi con la stessa devozione e prudenza, che aveva mostrato nella sfera di attività finora svolta in così ottimo grado e con pieno successo".
Pur mantenendo l'incarico presso la Kriegs-Akademie nell'estate del 1853 lasciò la biblioteca dopo 25 anni di incarico e assunse "come un uomo di notevole validità scientifica", come disse Manteuffel alla camera alta, il posto di secondo archivista all'Archivio segreto di stato, di cui nell'autunno del 1853 divenne consigliere d'archivio e nel 1855 Geheimer Archivrath. Nel 1860, dopo la morte del suo collega Köhne divenne responsabile dell'archivio segreto, che ricoprì fino a quando non abbandonò l'incarico nella primavera del 1874.
Attraverso il suo incarico di bibliotecario alla Kriegs-Akademie, in costante contatto con l'esercito, fu sempre disponibile e utile nella storia dei reggimenti, nelle opere storiche e biografiche di studiosi di problemi militari.
La biblioteca della Kriegs-Akademie quando prese il suo incarico era una piccola raccolta di libri. Fu dal suo lavoro trasformata in una biblioteca specializzata di primo livello, che alla sua morte contava oltre 30.000 volumi ed era dotata di un completo catalogo a stampa.
Per il suo 50º anniversario di funzionario il 14 aprile 1878, pochi mesi prima della morte, von Moltke gli espresse il ringraziamento dell'esercito per il lavoro svolto.
Dal punto di vista letterario, non è stato così produttivo durante gli anni passato all'Archivio rispetto al passato; nel 1862 pubblicò l'edizione di  "Ein ser schön und nützlich Spiel von der lieblichen Geburt unsers Herrn Jesu Christi, zu Coln a. d. Spr. gehalten durch Henricum Chnustinum. Anno MDXLI“, con un'introduzione sull'autore, Knaust. Negli successivi diede varii contributi (tra cui „Händels Geburtsstätte“ nella Zeitschr. f. Preuß. Gesch. 1866). Cercò piuttosto di aiutare gli altri con i ricchi tesori dell'archivio, secondo il principio del vero archivista: "aliis inserviendo consumor".
Usava volentieri dire: "bene vixit qui bene latuit", ma era costantemente presente sia nelle società scientifiche, così come nelle istituzioni senza scopo di lucro, in particolare in ambito ecclesiastico e nell'educazione dei giovani. 

## Pubblicazioni
- Le sorti di Francesco Marcolino da Forli intitolate Giardino di Pensieri, 1833
- Index librorum ad celebranda sacra saecularia confessionis Augustanae traditae tertia annis 1829, 1830 et 1831 ..., con la prefazione di Friedrich Wilken, 1833
- Numismata medii aevi inedita. Berolini, 1835
- Anti-Machiavel, ou, Examen du "Prince" de Machiavel
- Über die lateinischen Übersetzungen Plutarchischer Biographien...
- Beiträge zur Buchdruckergeschichte Berlins, 1834;
- Die lateinischen Uebersetzungen Plutarchischer Biographien im 15. Jahrhundert“, Lipsia 1836;
- Text zu der Jugendarbeit Adolf Menzel’s „Denkwürdigkeiten der vaterländischen Geschichte, 1836;
- Beiträge zur Reformationsgeschichte. Sammlung ungedruckter Briefe des Reuchlin, Beza und Bullinger, nebst einem Anhange zur Geschichte der Jesuiten u. s. w., 1837;
- Eine kurtze Comedia von der Geburt des Herrn Christi. Von den Prinzen und Prinzessinnen des Churf. Hofes im J. 1589 in Berlin aufgeführt. Nach der Handschrift nebst geschichtlicher Einleitung, 1839;
- Die Inschrift an der Königl. Allgem. Kriegschule, 1845;
- Die Belagerungen Preußischer Festungen aus Nothmünzen, 1846;
- Jean Baptiste Tavernier 1849;
- Von Stammbüchern und Rebus, 1855